# São Félix do Tocantins
São Félix do Tocantins é um município brasileiro do estado do Tocantins. Localiza-se a uma latitude 10º10'06" sul e a uma longitude 46º39'34" oeste, estando a uma altitude de 0 metros. Sua população estimada em 2022 era de 1 783 habitantes. Possui uma área de 1916,41 km².
São Félix do Tocantins é a cidade que teve o maior crescimento de IDH de todo o Brasil entre 1991 e 2000: 67,4% (de 0,365 para 0,611), assim como o terceiro maior crescimento no IDH de educação: 249,78% (de 0,227 para 0,794)[carece de fontes?]. Os crescimento de IDH-renda e IDH-educação também foram acentuados (20,05% e 19,87%, respectivamente).

## Administração[carecede fontes?]
Lista de prefeitos e respectivos vice-prefeitos de São Félix do Tocantins:
1) Maria Nazaré Chaves dos Santos (PMDB) (1993-1996), vice-prefeito: Abílio;
2) Isamar Morais Ribeiro (PP) (1997-2004);
3) Janio Silva de Mendonça (PR) (2005-2008), vice-prefeito: Doutor (PR);
4) Janio Silva de Mendonça (PR) (2009-2012), vice-prefeito: Oliveiro (PR);
5) Marlen Ribeiro Rodrigues (PSD) (2013-2016), vice-prefeita: Lourivania Pugas